# 大松树坝
大松树坝，是中国云南省砚山县西北部平远镇境内的一个天然湖泊，湖长2.9公里，最大宽1.2公里，面积1.5平方千米。1958年将其改造成为一座总库容60万立方米的小（二）型水库，现已成为平远地区烟草种植重要水源点。